# Адрианополис (Парана)
Адрианополис (порт. Adrianópolis) — муниципалитет в Бразилии, входит в штат Парана. Составная часть мезорегиона Агломерация Куритиба. Входит в экономико-статистический микрорегион Серру-Азул. Население составляет 5582 человека на 2006 год. Занимает площадь 1349,338 км². Плотность населения — 4,1 чел./км².

## История
Город основан 15 ноября 1961 года.

## Статистика
- Валовой внутренний продукт на 2003 год составляет 33 632 553,00 реалов (данные: Бразильский институт географии и статистики).
- Валовой внутренний продукт на душу населения на 2003 год составляет 5394,15 реалов (данные: Бразильский институт географии и статистики).
- Индекс развития человеческого потенциала на 2000 год составляет 0,683 (данные: Программа развития ООН).

## География
Климат местности: субтропический.